# Žďárec
Žďárec (deutsch Sdiaritz, früher Zdiaretz) ist eine Gemeinde in Tschechien. Sie liegt zwölf Kilometer nordwestlich von Tišnov und gehört zum Okres Brno-venkov.

## Geographie
Žďárec befindet sich in der Böhmisch-Mährischen Höhe. Das Dorf liegt linksseitig des Flüsschens Libochovka und erstreckt sich nach Norden bis zur Quellmulde des Baches Kozlí potok. Westlich befinden sich auf einem Sporn über der Libochovka die Reste der Feste Žďárec. Gegen Norden liegen an der Bobrůvka die wüsten Burgen Košíkov und Víckov. Nördlich erhebt sich der Víckov (538 Meter), im Nordosten die Kočková (445 Meter) und im Süden der Chochol (512 Meter).
Nachbarorte sind Víckov, Havlov und Šafránkův Mlýn im Norden, Skryje und Tišnovská Nová Ves im Nordosten, Vrbka im Osten, Ostrov, Řikonín und Kutiny im Südosten, Lubné und Rojetín im Süden, Rozseč und Milešín im Südwesten, Borkovec und Vidonín im Westen sowie Vratislávka im Nordwesten.

## Geschichte
Die erste schriftliche Erwähnung des Ortes stammt aus dem Jahre 1358. Besitzer waren zunächst die Vladike von Žďárec, die ihren Sitz gegenüber dem Dorf auf einem Sporn über der Libochovka hatten. Später erwarb das Kloster Porta Coeli die Güter. 1782 wurde das Kloster im Zuge der Josephinischen Reformen durch Kaiser Joseph II. aufgehoben. Nachfolgend wurde das Dorf der weltlichen Herrschaft Porta Coeli untertänig.
Nach der Aufhebung der Patrimonialherrschaften bildete Žďárec/Zdiaretz ab 1850 mit dem Ortsteil Ostrov eine Gemeinde im Brünner Bezirk und Gerichtsbezirk Tischnowitz. Seit 1896 gehörte die Gemeinde zum neu gebildeten Bezirk Tischnowitz. Im Jahre 1899 ließ sich die Schriftstellerin Anna Pammrová nördlich des Dorfes über dem Tal der Loučka eine einzelne schlichte Blockhütte errichten, in der sie im Einklang mit der Natur lebte. Unweit davon erbaut 1907 die Prager Unternehmerfamilie Havel einen ansehnlichen Sommersitz, der sich im Laufe der Jahre zur Feriensiedlung Havlov erweiterte, wo auch Václav Havel als Kind für mehrere Jahre lebte. Nach der Auflösung des Okres Tišnov kam das Dorf mit Beginn des Jahres 1961 zum Okres Žďár nad Sázavou. Im Jahre 1965 erfolgte die Eingemeindung von Víckov. Nachfolgend erhielt Žďárec einen Aufschwung durch seine Funktionalität als Zentraldorf, die des bis 1989 besaß. Nachfolgend lösten sich die angeschlossenen Ortschaften wieder los und bildeten eigene Gemeinden. Seit Beginn des Jahres 2005 gehört die Gemeinde Žďárec zum Okres Brno-venkov. Žďárec ist Pfarrort für mehrere umliegende Dörfer. Nach 2000 wurde in dem Dorf eine Grundschule errichtet, deren Einzugsgebiet zwölf Dörfer umfasst.

## Gemeindegliederung
Die Gemeinde Žďárec besteht aus den Ortsteilen Ostrov (Ostrau), Víckov (Witzkau) und Žďárec (Sdiaritz) sowie den Siedlungen Borkovec (Borkowetz) und Havlov.

## Sehenswürdigkeiten
- Reste der Feste Hrádek, in der Flussschleife der Libochovka westlich des Dorfes, die ehemalige Feste war seit der zweiten Hälfte des 14. Jahrhunderts der Sitz der Vladiken von Žďárec
- Pfarrkirche St. Peter und Paul, in dem romanischen Bau aus dem 14. Jahrhundert sind gotische Fresken erhalten. In ihrer Bauart ähnelt sie der Kirche von Dolní Čepí.
- Reste der Burg Košíkov, um 1360 als Sitz der Vladiken von Košíkov errichtet. 1427 eroberte Johann von Pernstein die Burg. In der zweiten Hälfte des 15. Jahrhunderts besaß Vojna von Litava Košíkov. Beim Verkauf des Besitzes an das Kloster Porta Coeli 1593 wurde die Burg als wüst aufgeführt.
- Reste der Burg Víckov aus dem 13. Jahrhundert. Sie war Stammsitz des Geschlechts von Víckov. 1419 kaufte Hašek Ostrožský von Waldstein die Burgherrschaft Víckov. 1425 wurde die Burg während der Hussitenkriege zerstört.
- Trenckklamm (Trenckova rokle), Seitental der Loučka, nördlich des Dorfes

## Persönlichkeiten
- Václav Havel und sein Bruder Ivan weilten oft zur Erholung auf dem väterlichen Familiengut Havlov
- Anna Pammrová (1860–1945), die Schriftstellerin und Feministin lebte ab 1899 in einer Blockhütte in Havlov. Ihr Grab befindet sich auf dem Friedhof von Žďárec